# Saint-Symphorien-sur-Saône
Saint-Symphorien-sur-Saône település Franciaországban, Côte-d’Or megyében. Lakosainak száma 322 fő (2022. január 1.). Saint-Symphorien-sur-Saône Les Maillys, Échenon, Laperrière-sur-Saône, Losne, Saint-Usage, Samerey, Abergement-la-Ronce és Aumur községekkel határos.

## Népesség
A település népessége az elmúlt években az alábbi módon változott:
| Lakosok száma | 231  | 252  | 302  | 340  | 374  | 359  | 350  | 344  | 334  | 322  |
|               | 1968 | 1982 | 1990 | 2006 | 2013 | 2015 | 2017 | 2019 | 2020 | 2022 |